# Let Me Live
«Let Me Live» es la tercera canción y quinto sencillo del disco Made In Heaven, realizado en 1995 por la banda de Rock inglesa Queen. La voz líder recae en Freddie Mercury para el primer verso, el segundo Roger Taylor y el tercero en Brian May. Otros músicos que participaron en esta canción son Rebecca Leigh-White, Gary Martin, Catherine Porter y Miriam Stockley, quienes cantaban en el coro.

## Historia
Esta canción originalmente grabada junto a Rod Stewart durante las sesiones de grabación para The Works de 1984. Se decía que la historia del tema aludía a la lucha de Freddie contra el SIDA, algo que pierde sustento al saberse que el tema tiene su origen en 1983, bastante antes de que Freddie se supiese portador de la enfermedad.  
Tras la muerte de Freddie y la idea del álbum Made in Heaven, los miembros restantes de la banda empezaron a buscar pistas antiguas que tenían a Freddie como cantante, las cuales nunca salieron. Entre ellas se encontraba esta pista, una canción colaboración con Rod Stewart para el álbum The Works de 1984, pero por razones desconocidas la canción no se lanzó. La canción se lanzó como el quinto sencillo y con la participación en el coro de Rebecca Leight-White, Gary Martin. Catherine Porter y Miriam Stockley. 
- Datos: Q1129431